# Kill la Kill
KILL la KILL (jap. キルラキル, Kiru ra Kiru) ist eine japanische Anime- und Manga-Serie.

## Handlung

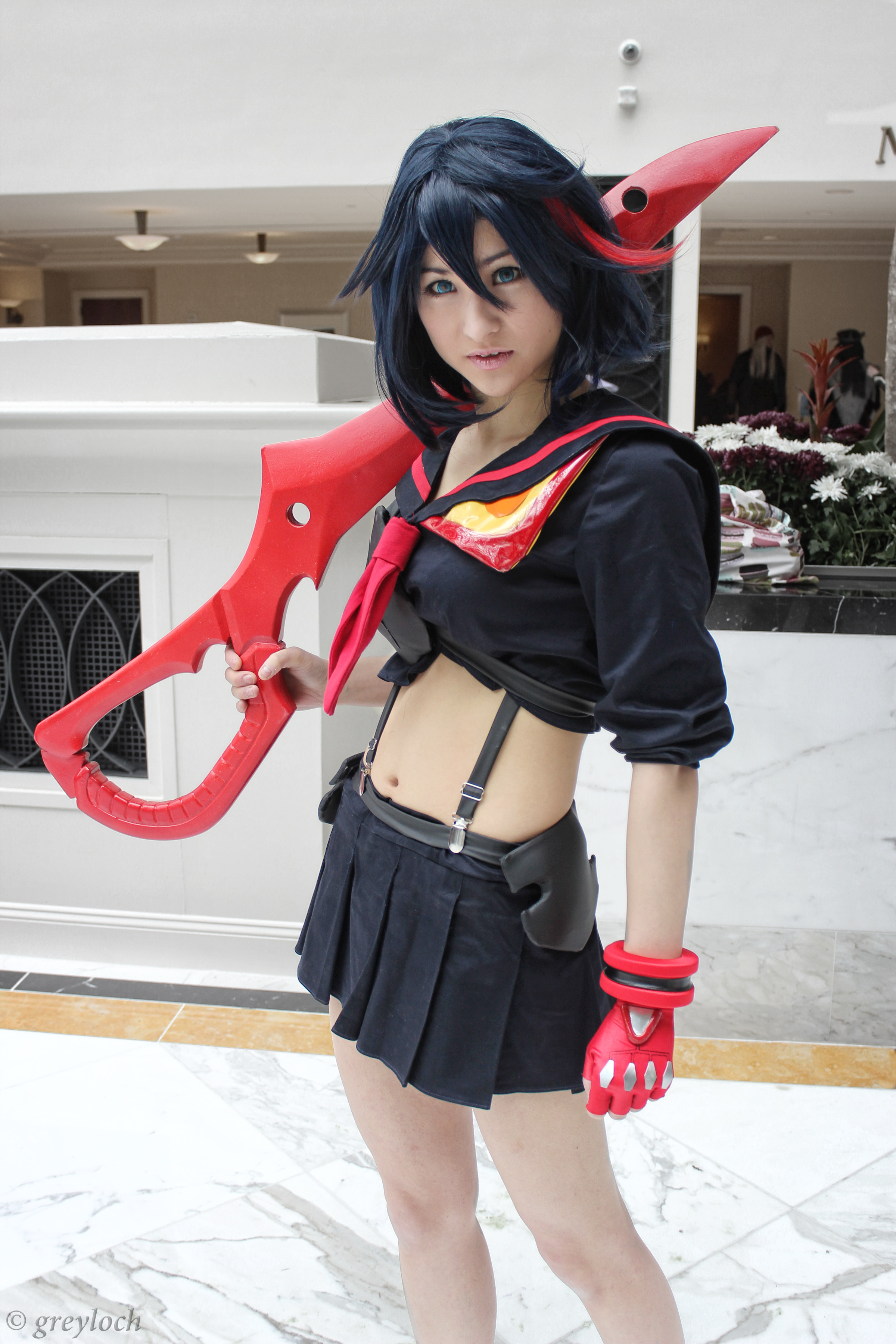
Cosplayer als Ryuko Matoi

Die Honnouji-Akademie (本能字学園 Honnōji Gakuen) in Tokio auf der Insel Honnō City wird von ihrem furchterregenden Schülerrat unter der Leitung von Satsuki Kiryuin (鬼龍院 皐月, Kiryūin Satsuki) dominiert. Ihre Schüler tragen Goku-Uniformen, die ihren Trägern übermenschliche Fähigkeiten verleihen, weil sie aus einem speziellen Material hergestellt sind, das als Lebensfaden bekannt ist. Ryuko Matoi (纏 流子, Matoi Ryūko), die ein scherenförmiges Langschwert führt, das Goku-Uniformen schneiden kann, fordert den Rat heraus, als sie nach dem Mörder ihres Vaters sucht. Obwohl sie anfangs leicht von Takaharu Fukuroda besiegt wird, findet sie eine empfindungsfähige Matrosenuniform, die sie Senketsu (zu deutsch: Frisches Blut) nennt, ein Kamui (神衣). Dieses besteht komplett aus Lebensfaden, sodass sie Kiryuin und ihren Prüfungen und Hindernissen begegnen kann. Sie ist mit ihrer hyperaktiven Klassenkameradin Mako Mankanshoku befreundet und lebt bei ihrer Familie. Als Satsuki die Zuteilung der Goku-Uniformen durch die Sanktionswahlen neu organisiert, steht Ryuko den Mitgliedern von Satsukis Elite Four, die mächtige Drei-Sterne-Goku-Uniformen tragen, in einer Reihe von Duellen gegenüber. Ihr letzter Kampf wird von Nui Harime, dem Schwinger der anderen Scherenklinge und dem Mörder von Ryukos Vater, unterbrochen. Im folgenden Kampf verwandelt sich Ryuko in ein unkontrollierbares Monster.

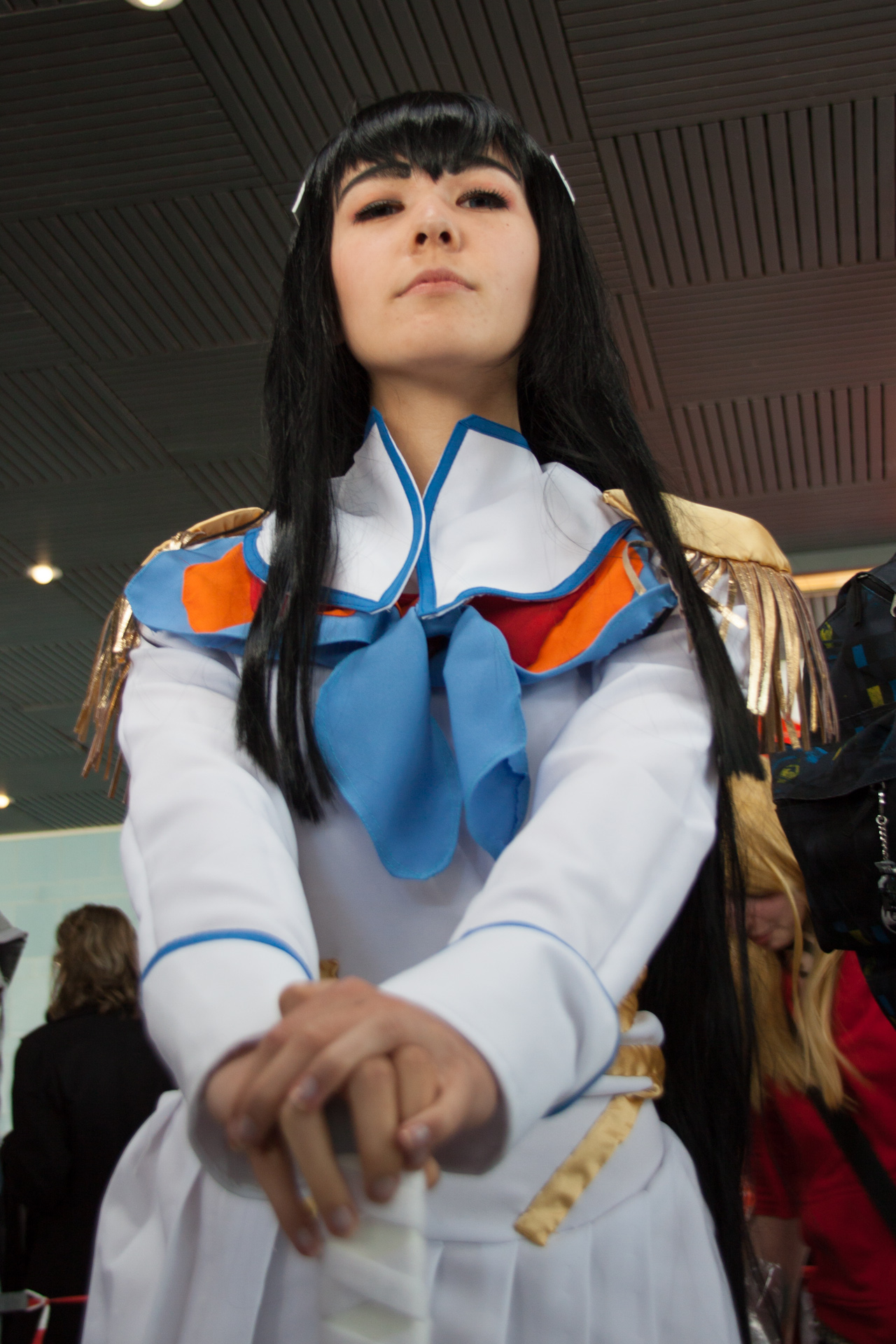
Cosplayer als Satsuki Kiryuin

Mit dem Tri-City Schools Raid annektiert Satsuki die großen Schulen in den anderen Regionen Japans und unterdrückt Nudist Beach (ヌーディスト・ビーチ), eine paramilitärische Organisation unter der Leitung von Ryukos Klassenlehrer Aikuro Mikisugi. Sie organisiert ein Festival, auf dem ihre Mutter Ragyo, die Direktorin der Akademie und CEO der REVOCS Corporation (REVOCSコーポレーション), einem Bekleidungshersteller, der den weltweiten Markt dominiert, zu Gast sein wird. Mikisugi zeigt, dass die Lebensfäden, die in alle REVOCS-Kleidung eingewebt wurden, eigentlich fremde Parasiten sind, die ihre Träger verzehren. Als sie das Festivalpublikum verschlingen, wendet sich Satsuki gegen ihre Mutter und enthüllt ihr Endziel, Ragyo zu zerstören. Aber die Rebellion ist kurzlebig, da Ragyo mit den Lebensfäden verschmolzen ist, um ungeheure Macht zu erlangen. Ragyo erkennt Ryuko als ihre eigene Tochter und Satsukis jüngere Schwester, die den Abbruch eines Lebensfaden-Experiments überlebte und von Ragyos verschwundenem Ehemann Isshin Matoi heimlich aufgezogen wurde.
Einen Monat später haben Ragyo und die Covers Japan verwüstet und Satsuki gefangen genommen, die Elite Four ohne Goku-Uniformen zurückgelassen und gezwungen, sich mit Ryuko und den anderen am Nudist Beach zu verstecken. Als sie Satsuki retten, fängt Ragyo Ryuko ein und unterzieht sie einer Gehirnwäsche, um sie zu bekämpfen. Nachdem Ryuko sich befreit hat, fordern sie und Satsuki Ragyo heraus. Diese will einen Raumsatelliten benutzen, um allen Lebensfäden zu befehlen, ihre menschlichen Wirte zu konsumieren und die Erde zu zünden, um die Lebensfäden im ganzen Universum zu verbreiten. Nachdem Ragyo den Satellitensender abgenommen und den Kokon mit dem Original-Lebensfaden gesprengt hat, absorbiert sie Nui und fliegt in den Weltraum, um den Satelliten manuell zu aktivieren, aber Ryuko jagt Ragyo und besiegt sie, wodurch die Lebensfaden-Kleidung verloren geht. Nach der Schlacht opfert sich Senketsu und verbrennt beim Wiedereintritt in die Atmosphäre, um Ryuko zur Erde zurückzubringen.
In einer weiteren OVA-Episode stört Ragyos Sekretärin Rei Hououmaru die Abschlussfeier der Honnouji Academy, indem sie mit den übrig gebliebenen Lebensfäden Doppelgänger von Satsuki und den Elite Four erschafft. Allerdings werden sie von Ryuko, der echten Elite Four und Nudist Beach besiegt, und Satsuki überzeugt Rei, ihren Kampf aufzugeben. Die Honnouji-Akademie wird während des Untergangs von Honnō City geschlossen, und alle gehen, um ein normales Leben zu führen.

## Charaktere

### Ryuko Matoi
Ryuko Matoi ist die Heldin der Geschichte. Sie ist die Tochter des Wissenschaftlers Isshin Matoi und wurde von diesem schon als Kind in die Internatsbetreuung verschiedener Grund-, Mittel- und Oberschulen geschickt. Sie ist meist bequem bekleidet, hat blaue Augen und schwarze Haare, wobei ihr Markenzeichen eine rote Strähne im Bereich der Stirn ist und trägt einen Gitarrenkoffer mit ihrer Scherenklinge darin mit sich herum. Nachdem sie Senketsu getroffen hat, trägt sie meistens ihn und ihre Scherenklinge verkleinert sie auf handliche Größe. Nachts trägt sie einen Pyjama mit Hasenmuster den Mako ihr geliehen hat.
Anfangs hat Ryuko Probleme mit Senketsu zu kämpfen, weil sie seine Kampfform, in welcher er zu einem sehr knappen Outfit wird, zu peinlich findet und sich deshalb vor ihm verschließt. Als sie es schafft ihn als ihre zweite Haut zu akzeptieren, ist sie in der Lage seine ganze Kraft mit minimalem Blutverlust zu nutzen.

### Mako Mankanshouko
Mako ist Ryukos beste Freundin und eine Null-Sterne-Schülerin. Sie hat blaue Augen und eine braune Frisur. Meist trägt sie die gewöhnliche Null-Sterne Uniform der Honnouji. Sie lebt mit ihrer Familie im Slum von Honnou-City rund um die Honnouji-Akademie. Sie ist ein wenig überdreht und kann sich schnell für Dinge begeistern, steht jedoch immer zu 1000 % (Eintausend Prozent) hinter Ryuko, da diese nicht nur ihre beste, sondern auch einzige Freundin ist. Sie liebt die rätselhaften Kroketten ihrer Mutter und ist dafür bekannt schon bei Unterrichtsbeginn ihr Lunch-Paket zu verzehren und dann unbemerkt hinter einem Buch bis zur Pause zu schlafen. Ihr Markenzeichen sind die Halleluja-Momente, bei welchen sie die Handgelenke kreuzt und ein eigenes Spotlight erhält und dann anfängt in schneller Sprache und verschiedenen Gesten die Situation zu erklären und Ryuko auch Denkanstöße zu geben.
Als Präsidentin des Prügel-Clubs erhält sie eine Zwei-Sterne-Goku-Uniform welche wie ein typisches Deliquenten-Outfit aussieht. Diese wird von ihr aber wieder zerstört, als sie merkt wie negativ der Luxus des Zwei-Sterne Lebens ihre Familie beeinflusst.

### Satsuki Kiryuin
Satsuki ist die Präsidentin des Schülerrates der Honnouji-Akademie und steht den Elite-Vier vor. Sie hat blaue Augen, lange schwarzes Haar und trägt meist das Kamui Junktesu zusammen mit ihrem schwarzen Schwert Bakuzan welches, ähnlich wie Ryukos Schere, Goku-Uniformen und sogar Kamuis beschädigen kann. Sie ist sehr streng und hat das System der Honnouji entwickelt. Sie hat große Ambitionen und hat vor Ryuko ihr Kamui gemeistert, da sie für ihre Ziele ihre Scham ablegte. Zitat: "Ich würde sogar meine Brüste entblößen um meine Ambitionen zu erfüllen".
Ihre Mutter ist die Vorstandsvorsitzende von REVOCs, die Modeschöpferin, Model und Wissenschaftlerin Ragyo Kiryuin.

## Anime
KILL la KILL ist die erste Fernsehserie und größere Produktion des Animationsstudios Trigger, das 2011 von den beiden früheren Gainax-Mitarbeitern Masahiko Ōtsuka und Hiroyuki Imaishi gegründet wurde. Angekündigt wurde KILL la KILL im Februar 2013 im Magazin Newtype.
Kazuki Nakashima und Hiroyuki Imaishi entwickelten gemeinsam das Serienkonzept, Nakashima als Drehbuchautor und Imaishi als Regisseur. Beide arbeiteten bereits in diesen Positionen bei der Serie Gurren Lagann zusammen, aber auch Shigeto Koyama für das Art Design, Toyonori Yamada als Kameramann, sowie Jun’ichi Uematsu für den Schnitt. Das Character Design und die Animationsleitung stammen von Sushio.
Die Erstausstrahlung der 24 Folgen erfolgte vom 4. Oktober 2013 bis 28. März 2014 nach Mitternacht (und damit am vorigen Fernsehtag) auf MBS im Großraum Kansai, gefolgt von TBS im Großraum Tokio (Kantō) und CBC im Großraum Nagoya (Chūkyō) ab 5. Oktober und BS-TBS ab 6. Oktober per Satellit landesweit. Der letzten Blu-ray/DVD war eine zusätzliche 25. Folge beigelegt.
Bereits vor der Ausstrahlung wurde die Serie von Aniplex of America lizenziert, und wurde als Simulcast gleichzeitig zur japanischen Erstausstrahlung auf der Videoplattform Daisuki.net weltweit (außer Australien, Neuseeland, dem Vereinigten Königreich, Irland, Frankreich und einige französischsprachige und asiatische Länder) mit englischen, italienischen, spanischen, portugiesischen und deutschen Untertiteln sowie in Nordamerika auf Crunchyroll und Hulu und in Australien und Neuseeland durch Madman Entertainment gesendet. Für französischsprachige Länder wurde die Serie vorab durch Wakanim lizenziert, die sie ebenfalls als Simulcast ausstrahlen. Die deutsche Untertitelung auf dem Daisuki-Simulcast (wegen der unterschiedlichen Zeitzonen ab 3. Oktober 2013 mitteleuropäischer Zeit) erfolgte im Rahmen der Sublizenzierung durch Peppermint Anime.

### Musik
Die Musik zur Serie stammt von Hiroyuki Sawano. Als erster Vorspanntitel wird Sirius (シリウス, Shiriusu) gesungen von Eir Aoi verwendet, als zweiter Vorspanntitel ambiguous von GARNiDELiA, für den Abspann Gomen ne, Ii Ko ja Irarenai. (ごめんね、いいコじゃいられない。, „Tut mir leid, dass ich kein gutes Mädchen sein kann“) gesungen von Miku Sawai und als zweites Shinsekai Kōkyōgaku (新世界交響楽, „Sinfonie der neuen Welt“) von Sayonara Ponytail.

### Synchronisation
| Rolle               | japanischer Sprecher (Seiyū) | deutscher Sprecher    |
| ------------------- | ---------------------------- | --------------------- |
| Ryūko Matoi         | Ami Koshimizu                | Gundi Eberhard        |
| Satsuki Kiryūin     | Ryōka Yuzuki                 | Sandra Lühr           |
| Mako Mankanshoku    | Aya Suzaki                   | Annette Potempa       |
| Nui Harime          | Yukari Tamura                | Sonia Muratore        |
| Ragyō Kiryūin       | Romi Park                    | Corinna Maria Lechler |
| Rei Hououmaru       | Ayumi Fujimura               | Carolin Sophie Göbel  |
| Shirou Iori         | Yūji Ueda                    | Florian Hoffmann      |
| Isshin Matoi        | Kinryū Arimoto               | Achim Barrenstein     |
| Matarou Mankanshoku | Ayumi Fujimura               | Christiane Werk       |
| Sukuyo Mankanshoku  | Yukari Fukui                 | Gabi Franke           |
| Barazou Mankanshoku | Kenyū Horiuchi               | Sascha Nathan         |
| Aikurou Mikisugi    | Shinichiro Miki              | Peter Lehn            |
| Tsumugu Kinagase    | Katsuyuki Konishi            | Richard van Weyden    |
| Uzu Sanageyama      | Nobuyuki Hiyama              | David M. Schulze      |
| Hōka Inumuta        | Hiroyuki Yoshino             | René Dawn-Claude      |
| Ira Gamagōri        | Tetsu Inada                  | Dirk Hardegen         |
| Nonon Jakuzure      | Mayumi Shintani              | Nina Amerschläger     |

## Manga
Gleichzeitig zu Anime-Serie erfolgte eine Adaption als Manga. Dieser wird von Ryō Akizuki gezeichnet und erschien vom 4. Oktober 2013 (Ausgabe 11/2013) bis 4. Februar 2015 (Ausgabe 3/2015) in Kadokawa Shotens Manga-Magazin Young Ace. Die Kapitel wurden auch in drei Sammelbänden (Tankōbon) zusammengefasst. Von März bis September 2015 erschien die Serie bei Tokyopop auf Deutsch und endet mit dem dritten Band mitten in der Geschichte.
| Band | Japan            | Japan                   | Deutschland      | Deutschland             |
| Band | Veröffentlichung | ISBN                    | Veröffentlichung | ISBN                    |
| ---- | ---------------- | ----------------------- | ---------------- | ----------------------- |
| 1    | 2. Dez. 2013     | ISBN 978-4-04-120908-0. | 9. März 2015     | ISBN 978-3-8420-1254-7. |
| 2    | 7. März 2014     | ISBN 978-4-04-121048-2. | 8. Juni 2015     | ISBN 978-3-8420-1255-4. |
| 3    | 4. März 2015     | ISBN 978-4-04-102107-1. | 14. Sep. 2015    | ISBN 978-3-8420-1742-9. |